# Eka von Kalben

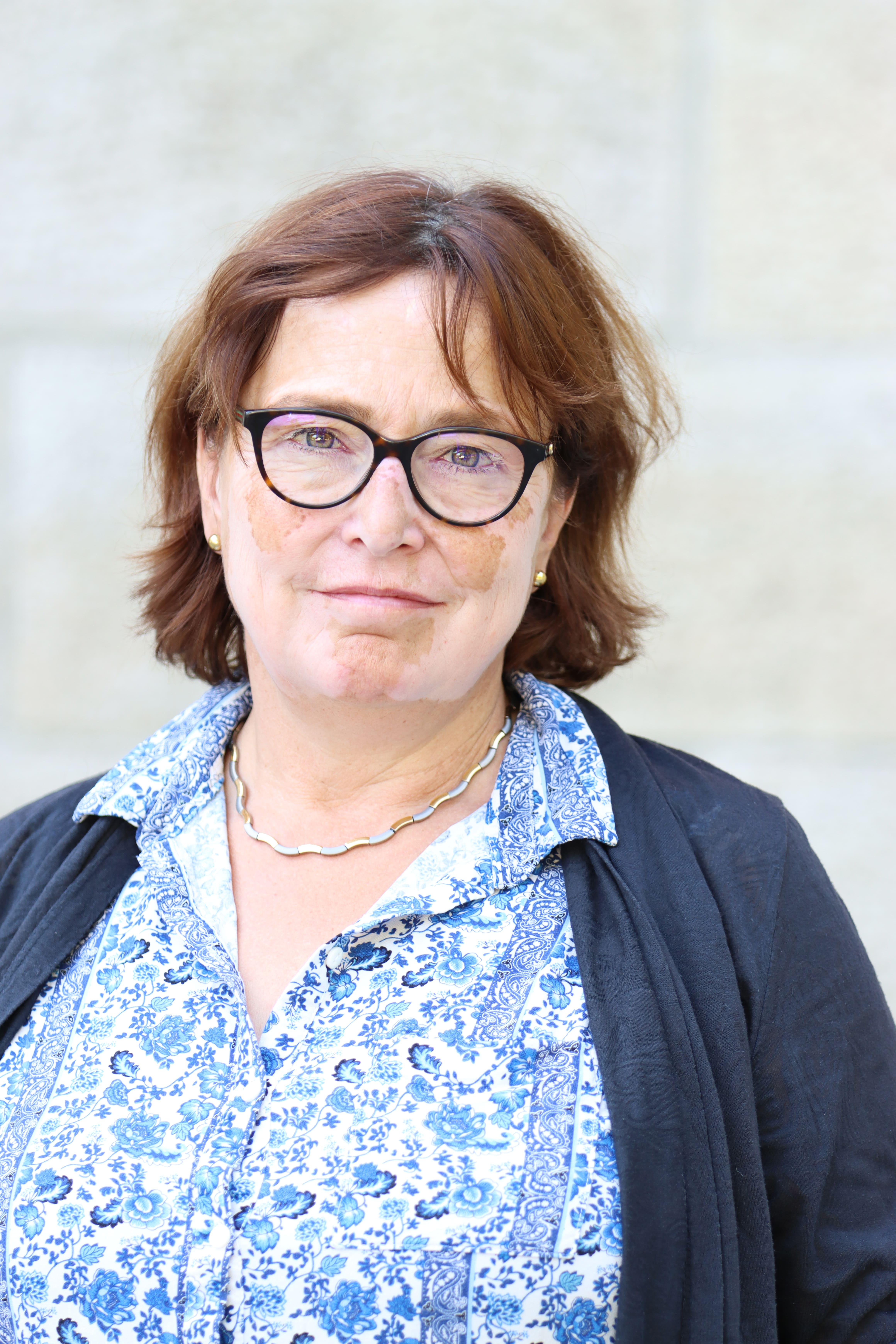
Eka von Kalben, 2022

Eka von Kalben (eigentlich Erika Ingeborg von Kalben; * 11. Juli 1964 in Lüchow) ist eine deutsche Politikerin (Bündnis 90/Die Grünen). Sie ist seit 2012 Mitglied und seit 2022 Vizepräsidentin des Schleswig-Holsteinischen Landtags.

## Leben
Ihre Eltern sind der Diplom-Landwirt Io von Kalben und Ingeborg Hahn, Tochter des Offiziers und vormaligen ostpreußischen Gutsbesitzers Bruno Hahn und der Irmgard Baronesse von Roenne. Eka hat drei Schwestern und einen Bruder. Heinrich Detloff von Kalben war ihr Großonkel.
Erika von Kalben legte 1983 das Abitur am Lessing-Gymnasium in Uelzen ab. Sie zog 1985 nach Hamburg und nahm ein Studium an der Fachhochschule für öffentliche Verwaltung auf, das sie 1988 als Diplom-Verwaltungswirtin (FH) abschloss. Von 1985 bis 2010 arbeitete sie in der Hamburgischen Verwaltung, zuletzt als Leiterin des sozialen Dienstleistungszentrums in Altona. Neben ihrer beruflichen Tätigkeit studierte sie von 1990 bis 1995 Geschichte und Politik an der Fernuniversität in Hagen.
Sie war von 1992 bis 2012 verheiratet, lebt in Borstel-Hohenraden und hat drei Kinder. Sie ist evangelischer Konfession.

## Politik
Von 2009 bis 2012 war sie zusammen mit Marlene Löhr eine der beiden Landesvorsitzenden der schleswig-holsteinischen Grünen. Bei den Landtagswahlen 2012, 2017 und 2022 trat sie im Landtagswahlkreis Pinneberg-Nord an und wurde stets über die Landesliste in den Schleswig-Holsteinischen Landtag gewählt. Von 2012 bis 2022 war sie Fraktionsvorsitzende der Grünen im Kieler Landtag. Sie trat die Nachfolge von Robert Habeck an, der als Minister in das Kabinett Albig wechselte.
Bis zur Landtagswahl im Mai 2022 war sie für die Themenfelder Kinder und Jugendliche, Ehrenamt und Kita zuständig, seit Mai 2022 für Europa-, Minderheiten- und Religionspolitik. Für ihre Fraktion ist sie Mitglied im Europaausschuss und im Petitionsausschuss, außerdem stellvertretendes Mitglied im Ausschuss für die Zusammenarbeit der Länder Schleswig-Holstein und Hamburg und im Bildungsausschuss. Darüber hinaus ist sie Mitglied im Gremium für Fragen der deutschen Minderheit in Nordschleswig und im Gremium für Fragen der Minderheit der deutschen Sinti und Roma, Vertreterin Schleswig-Holsteins im Ausschuss der Regionen und im Nordischen Rat, sowie Mitglied im Ostseeparlament und im Parlament südliche Ostsee.
2022 wurde sie zur Vizepräsidentin des Landtags gewählt. Ihre Nachfolge als Fraktionsvorsitzender übernahm Lasse Petersdotter.
2017 und 2022 war sie Mitglied der 16. und 17. Bundesversammlung.

## Genealogie
- Walter von Hueck, Erik Amburger, Carola von Ehrenkrook, Friedrich Wilhelm Euler, Johann Georg von Rappard, u. a.: Genealogisches Handbuch der Adeligen Häuser. A (Uradel). 1973. Band XII, Band 55 der Gesamtreihe GHdA, Hrsg. Deutsches Adelsarchiv, C. A. Starke Verlag, Limburg (Lahn) 1973, ISSN 0435-2408, S. 152–154.